# Cássia (Minas Gerais)
Cássia é um município brasileiro do estado de Minas Gerais, Região Sudeste do país. Pertence a Microrregião de Passos e ao Circuito Nascentes das Gerais. Dista 392 km da capital Belo Horizonte  e 719 km de Brasília. Possui uma área de 665,802 km² e sua população recenseada em 2022 era de 17 155 habitantes.

## História
O povoado de Santa Rita de Cássia surgiu com o desenvolvimento da pecuária no sudoeste mineiro. Em meados do século XIX, o lugar passou a servir de pouso para os tropeiros que transportavam o gado na região. 
Em 1844, cinco fazendeiros resolveram estabelecer ali uma capela que foi dedicada à Santa Rita de Cássia.  Foram eles: Roque Portes Vieira, os irmãos Cunha e Antônio Machado de Azevedo.  
A partir da década de 1850, o povoado passou a receber outras famílias que também estabeleceram suas fazendas ali e que formaram a oligarquia agrária do município. 
João Cândido de Mello e Souza foi a primeira liderança política de Santa Rita de Cássia e contribuiu significativamente com o desenvolvimento da pecuária na cidade. Posteriormente, João Cândido recebeu do Império o título de Barão de Cambuí. 
A lei provincial nº 1.271, de 2 de janeiro de 1866, elevou o povoado a distrito, com o nome de Jacuí. Em 1890, o distrito ganhou estatuto de vila, sendo o município instalado no mesmo ano.
Em 1919, o topônimo foi alterado para a denominação atual.

## Geografia
Cássia localiza-se na região sudoeste do estado de Minas Gerais, fronteiriça com o estado de São Paulo. Faz limite com cidades de Ibiraci, Capetinga, Passos, Delfinópolis, Pratápolis e Itaú de Minas.
Na hidrografia, destaca-se a bacia do Rio Grande que banha a Usina Hidrelétrica Mascarenhas de Moraes e o local de travessia por balsa para a cidade de Delfinópolis.

## Administração
- Prefeito: Donizete Vilela (Cidadania).
- Vice-prefeito: Flávio Rossato (Podemos).
- Presidente da câmara: João Teixeira Júnior  (PSD) (2025/2026).

### Cidades-irmãs
- Tambaú, Brasil
- Cascia, Itália

## Rodovias
- MG-344 - Antônio Leite Garcia (Cássia a Ibiraci- Cássia a São Sebastião do Paraíso)
- MG-444 -  (Cássia a Divisa MG/SP)
- MG-050 - (Cássia a Passos)
- SP-345 - Engenheiro Ronan Rocha (Cássia a Franca)
- MG-856 - Dr. Rogério Antônio Pinto (Cássia a Delfinópolis)

## Filhos ilustres
- Ver Biografias de cassienses notórios